# 누르딘 파라
누르딘 파라(소말리어: Nuuradiin Faarax, 아랍어: نورالدين فارح, 영어: Nuruddin Farah, 1945년 11월 24일~)는 소말리아의 소설가이다. 그의 첫 번째 소설 《비뚤어진 갈비뼈로부터》는 1970년에 출판되었고, "오늘날 동아프리카 현대 문학의 초석 중 하나"로 묘사되어 왔다. 그는 또한 단편 소설과 에세이뿐만 아니라 무대용과 라디오용 희곡을 썼다. 1970년대에 소말리아를 떠난 이후, 그는 미국, 영국, 독일, 이탈리아, 스웨덴, 수단, 인도, 우간다, 나이지리아, 남아프리카 공화국을 포함한 수많은 나라에서 살고 가르쳤다.
파라는 이탈리아의 프레미오 카보우르, 독일의 쿠르트 투콜스키상, 베를린의 레트레 율리시스상, 그리고 1998년에 권위 있는 노이슈타트 국제 문학상을 수상하면서 세계에서 가장 위대한 현대 작가 중 한 명으로 찬사를 받았다. 같은 해, 그의 소설 선물들의 프랑스 판은 생말로 문학 축제에서 상을 받았다. 게다가, 파라는 노벨 문학상 영구 후보이다.

## 개인 생활
누르딘 파라는 1945년 이탈리아령 소말릴란드 바이다보에서 태어났다. 그의 아버지 하산 파라는 상인이었고 어머니 알레리는 구전 시인이었다. 파라는 대가족의 네 번째 장남이었다. 그는 오가덴 다로드 씨족 출신이다.
어렸을 때, 파라는 소말리아와 인접한 에티오피아에 있는 학교를 자주 다녔고, 오가덴의 칼라포에서 수업을 들었다. 그는 영어, 아랍어, 암하라어를 공부했다. 소말리아가 독립한 지 3년 후인 1963년, 그는 심각한 국경 분쟁 이후 오가덴에서 도망쳐야 했다.
1966년부터 1970년까지 인도 찬디가르에 있는 판자브 대학교에서 철학, 문학, 사회학 학위를 취득했으며, 그곳에서 첫 번째 아내인 치트라 물릴 파라를 만났다. 그 후 파라는 영국으로 건너가 런던 대학교 (1974년~1975년)를 다녔고 에식스 대학교 (1975년~1976년)에서 연극 석사 학위를 받았다. 그의 어머니는 1990년에 세상을 떠났고, 그는 1992년에 영국과 나이지리아 출신의 학자인 아미나 마마와 결혼하여 1남 1녀를 두었다.
1990년, 그는 독일 학술 교류회로부터 보조금을 받았고 베를린으로 이주했다. 1996년, 그는 20여년 만에 처음으로 소말리아를 방문했다.
파라의 여동생 바스라 파라 하산은 외교관 출신으로 2014년 1월 아프가니스탄 카불에서 유엔과 함께 일하다 폭탄 테러로 사망했다.
패라는 현재 미네소타주 미니애폴리스와 남아프리카 공화국 케이프타운에 살고 있다.

## 문학 경력
소말리어로 된 초기 단편 소설을 발표한 후, 파라는 인도에서 대학을 다니는 동안 영어로 글을 쓰는 것으로 전환했다. 그의 책은 17개 언어로 번역되었다.